# 红星林业局
红星林业局是一个位于中华人民共和国黑龙江省伊春市丰林县的类似乡级单位，亦是黑龙江伊春森工集团所属的一个林业局。
红星林业局位于伊春市东北部，横跨小兴安岭南北两坡。施业区总面积266526公顷，森林覆被率76.8%。

## 行政区划
红星林业局下辖以下单位：
清水河经营所、五星河经营所、汤洪岭林场、汤北林场、霍吉河林场、二杨经营所、三杨林场、汤南林场、共青经营所、库斯特林场和二皮河经营所。